# Святошинська площа
Свято́шинська пло́ща — площа у Святошинському районі міста Києві, місцевість Святошин. Розташована на перетині вулиць Ореста Васкула та Мирослава Поповича.

## Історія
Площа виникла на початку XX століття під назвою Базарна (від розташованого на ній Святошинського ринку, що у 1980-ті роки був перенесений на Чорнобаївську площу). Сучасна назва — з 1958 року. У 1980-ті роки стару забудову довкола площі повністю знесено, а сама площа від того часу існує лише номінально.

## Зображення

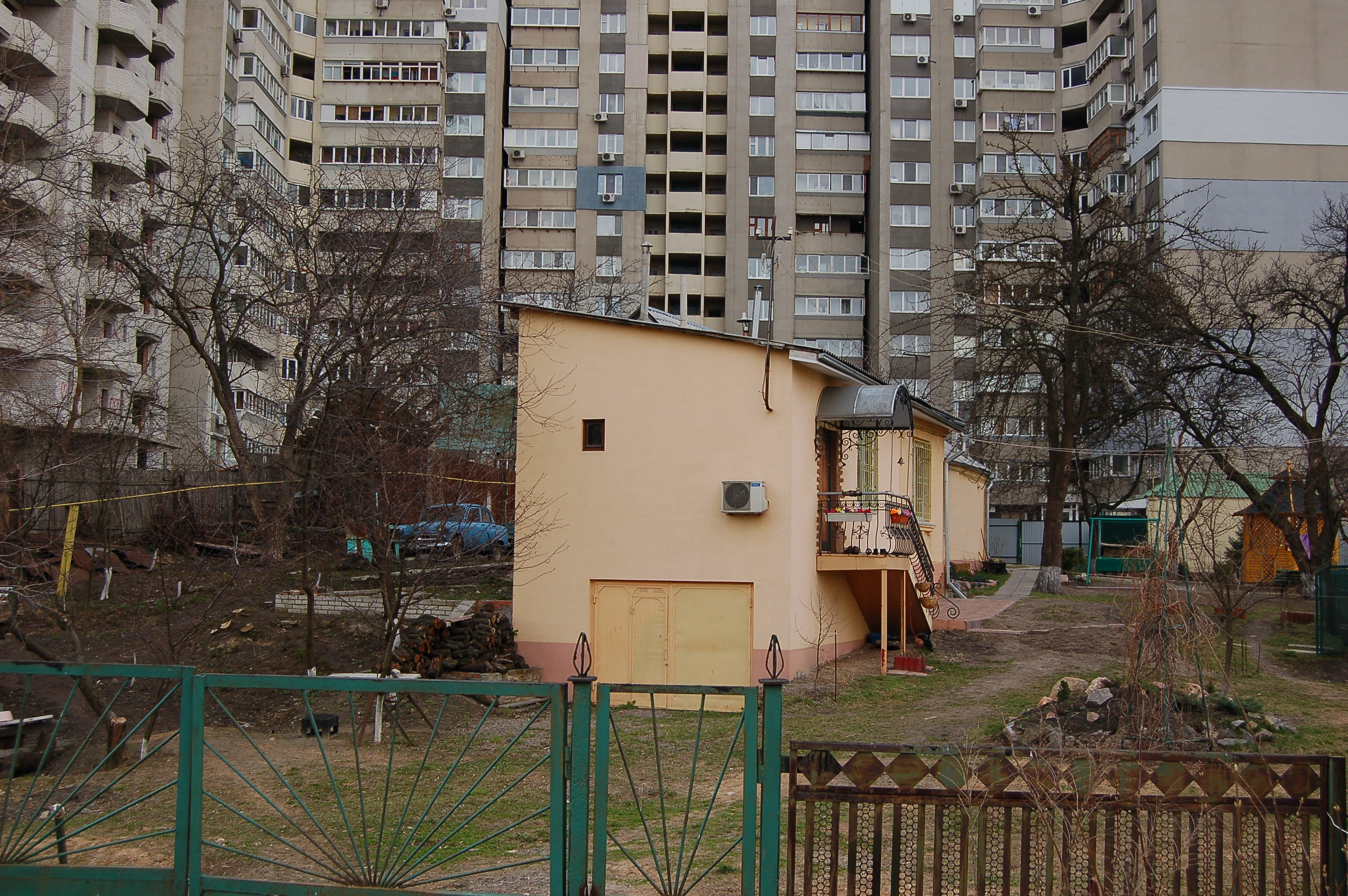
Будинок № 9 на Святошинській площі